# Спартак (футбольный клуб, Ивано-Франковск)
«Спарта́к» — бывший профессиональный украинский футбольный клуб из Ивано-Франковска, расформированный в 2007 году. Основан в 1940 году. Лучшее достижение в первенстве Украины — 9 место в группе «Б» высшей лиги в сезоне 1992.

## Прежние названия
- 1940—1980 и 2003—2007 — «Спартак»
- 1980—2003 — «Прикарпатье»

## История
В 1940 году в Ивано-Франковске (тогда он назывался Станислав) была создана футбольная команда «Спартак». В 1957 году станиславовский «Спартак» занял первое место в зональном турнире чемпионата СССР класса «Б».
В 1982—1991 годах команда выступала во Второй лиге. После развала СССР эти результаты позволили «Прикарпатью» дебютировать в Высшей лиге первого чемпионата Украины по футболу. С 2000 году команда выступала в Первой лиге.
В сезоне 2006/07 команда заняла 17-е место в Первой лиге, вылетев во вторую. 24 июля 2007 года, за день до начала нового чемпионата второй лиги, команда снялась с соревнований.